# Dallas: Ahogy kezdődött
A Dallas: Ahogy kezdődött vagy más címen Dallas: A korai évek (Dallas: The Early Years) egy 1986-os amerikai romantikus dráma, rendezője Larry Elikann, írta David Jacobs.
1986. március 23-án került adásba a CBS csatornán. Ez a Dallas előzménye.
Ez a három órás TV film a sorozat kilencedik évadának végén jelent meg, amely a Ewing és a Barnes család konfliktusának kialakulását tárja fel. A nyitójelenetben Larry Hagman készít interjút a Ewing–Barnes viszályról.

## Cselekmény
A történet 1933-ban a Southfork Ranch-en kezdődik, ahol Digger Barnes találkozik Jock Ewinggal. Azután együtt utaznak a vonattal, munkát keresnek, és beállnak egy olajfúróhoz dolgozni, aki szállás és ételt ad nekik akkor is, ha a munka során nem találnak olajat. Barátság szövődik Jock és Willard között és mindketten Ellie Southworthbe szeretnek bele. Jock talpig becsületes ember, míg Willard alkoholista, de kitűnő érzékkel találja meg az olajat. Willard közli, hogy ott, ahol dolgoznak nincs olaj a földben. Végül az adott földterületen nem találnak olajat. Később egy földterületen Willard kijelenti, hogy itt van olaj a földben. Sem pénzük sem felszerelésük nincs az olajfúráshoz és a föld sem az övék. A földet négerek bérlik egy Newman nevű embertől. Willardnak hirtelen az az ötlete támad, hogy pókeren szerzi meg a munkálatokhoz szükséges pénzt. Elég nagy összegre tesz szert az éjszaka folyamán, de mivel elég sokat ivott a játék közben, az éjszakát végül egy örömlánnyal töltötte. Reggelre a pénznek nyoma vész, a lány azt állítja, hogy Willard azt mondta neki, hogy számára a pénz nem jelent semmit és neki adja. Miután meggyőzték a föld bérlőit, hogy engedélyezzék az olajfúrást, és elegendő pénzt gyűjtöttek végre elkezdődhetnek a munkálatok. Telnek a napok, de olajat még mindig nem találnak, Newman kilátogat a földjére, hogy tönkretegye a tornyot, és akkor előbukkan a fekete arany a földből.

## Szereplők
- Dale Midkiff (John Ross Ewing)
- David Marshall Grant (Willard Barnes)
- Diane Franklin (Amanda Ewing)
- David Wilson (Jason Ewing)
- Molly Hagan (Eleanor Southworth Ewing)
- Hoyt Axton (Aaron Southworth)
- Bill Duke (Seth Foster)
- Geoffrey Lewis (Ed Porter)
- Marshall Thompson (Dr. Ted Johnson)
- William Frankfather (Newman)
- Elizabeth Keifer (Cherie Simmons)
- Wendel Meldrum (Honey)
- Matt Mulhern (Garrison Southworth)
- Josef Rainer (Sam Culver)
- Kevin Wixted (fiatal John Ross "J.R." Ewing)
- Joe Berryman (Roscoe)
- Angie Bolling (Deborah)
- Blue Deckert (játékos)
- Cynthia Dorn (Jeanne)
- Bob Hannah (seriff)
- Norma Moore (Maggie)
- Terrence Riggins (Benjamin Foster)
- Marjie Rynearson (Barbara Southworth)
- Joel Allen (Gary Ewing)
- Ryan Beadle (fiatal Bobby James Ewing)
- Johnny Felder (fiatal Clifford "Cliff" Barnes)
- Lee Gideon (Haskins)
- Rhashell Hunter (Priscilla Foster)
- T. J. Kennedy (Abernathy)
- Dennis Letts (Crick)
- L. Gregg Loso (Webster)
- Bernie Moore (Benjamin)
- Debra Lynn Rogers (Joanne Haskins)
- Andrea Wauters (fiatal Pamela Barnes)
- Bethany Wright (Laurette)
- Larry Hagman (narrátor / J.R. Ewing)

## Díjak, jelölések
| Év   | Díj      | Kategória                 | Jelölt | Eredmény |
| ---- | -------- | ------------------------- | --- | -------- |
| 1986 | Emmy-díj | Kiemelkedő jelmeztervezés | Winnie D. Brown Daniel J. Lester Joan Thomas Janet Lucas Lawler | Jelölve  |
| 1986 | Emmy-díj | Kiemelkedő hangvágás      | David D. Caldwell Irwin Cadden Terry Chambers Stuart Chasmar Brian Courcier Rick Crampton Dan Finnerty Donald Flick Don Higgins Ted Johnston James Koford Ingeborg Larson Linda Moss Lorie O'Shatz Greg Stacy Dick Vandenberg Mike Virnig Tally Paulos Patricia Peck | Jelölve  |

## Fordítás
- Ez a szócikk részben vagy egészben  a   Dallas : quand tout a commencé... című francia Wikipédia-szócikk fordításán alapul.  Az eredeti cikk szerkesztőit annak laptörténete sorolja fel. Ez a jelzés csupán a megfogalmazás eredetét és a szerzői jogokat jelzi, nem szolgál a cikkben szereplő információk forrásmegjelöléseként.